# مارتن شوارتزشیلد
 مارتن شوارتسشیلد (انگلیسی: Martin Schwarzschild؛ زاده ۳۱ مهٔ ۱۹۱۲ درگذشته ۱۰ آوریل ۱۹۹۷) یک فیزیک‌دان و اخترشناس اهل آلمان بود.
وی برنده جوایزی همچون نشان ملی علوم شده است.